# تایرا نو نوریموری
تایرا نو نوریموری (ژاپنی: 平教盛 たいら の のりもり؛ ۱ ژانویهٔ ۱۱۲۸ – ۲۵ آوریل ۱۱۸۵) سامورایی چهارمین پسر تایرا نو تاداموری و نابرادری تایرا نو کیوموری اهل ژاپن بود. وی به همراه برادر بزرگترش تایرا نو تسونه‌موری پس از شکست در نبرد دان نو اورا در طی جنگ گنپی خودکشی کرد.